# Hemichroa
Hemichroa es un género de avispas sierra de la familia Tenthredinidae. Es de distribución holártica. Las larvas se alimentan en plantas de las familias  Rosaceae, Betulaceae y Salicaceae.

## Especies
- Hemichroa australis (Serville, 1823)
- Hemichroa crocea (Geoffroy en Fourcroy, 1785)
- Hemichroa monticola Ermolenko, 1960